# OdiakeS
OdiakeS(3월 22일 ~ )는 일본인 작곡가로서 일본의 도쿄에서 많은 비주얼 노벨 회사들과 일하고 있는 사람이다. 그의 첫 번째 작품은 택틱스의 《One ~빛나는 계절로~》이다. 《One》의 스탭들이 택틱스를 떠나 Key를 만들 때, 그도 거기에 참여해 Key의 첫 번째 작품인 《Kanon》의 곡들을 작곡했다. 《Kanon》의 완성 이후, OdiakeS는 Key를 떠나 프리랜서 작곡가로 전업해 몇몇 비주얼 노벨 회사들과 작업해 오고 있다. OdiakeS는 현재 동인 음악 서클인 SJV-SC에서 활동하고 있기도 하다.

## 경력
OdiakeS는 Nexton의 산하에 있는 택틱스에서 1998년 발매된 《One ~빛나는 계절로~》를 기점으로 작곡활동을 시작했다. 《One》시리즈의 완성 이후, 그는 마에다 쥰, 히노우에 이타루, 오리토 신지, 히사야 나오키를 포함한 《One》의 작업에 참가했던 대부분의 스탭들과 함께 비주얼 노벨 유통사 비주얼 아트로 들어가 Key를 설립하였다. Key를 설립한 이후, OdiakeS는 1999년에 발매된 그들의 첫 작품 《카논 (비디오 게임)|Kanon》의 작업에 참여했는데, 이 게임은 일본의 어덜트 게임 시장에서 많은 명성을 얻었다. Key의 창립 멤버임에도 불구하고 그는 《Kanon》의 발매 이후 Key를 떠나 프리랜서 작곡가로 전업했다. 한때 그는 잠깐이나마 Key로 돌아와 2000년 발매된 《Air》의 어레인지 앨범, 《Ornithopter》와 2004년에 발매된 클라나드의 리믹스 앨범, 《memento》의 작업에 참가했다.
그는 어떤 회사나 공급사에 묶여 있지 않은 덕분에 여러 비주얼 노벨 회사들과 작업을 해 오고 있다. 2000년은 그에게 매우 바쁜 해였는데, 4개의 회사에서 6개의 비주얼 노벨의 작곡작업에 참여했다. 이 중 3개는 Janis의 것으로 《런던 스타 ~사랑의 더블클릭~》, 《내가 있는 곳》, 《트라이앵글 하트 3 ~Sweet Songs Forever~》이며, 나머지 3개는 Rain 소프트웨어의 《맡김 동호회》, 토끼 클럽의 《Remel》, 파자마 소프트의 《프리즘 하트》이다. OdiakeS는 2001년부터 2002년까지 파자마 소프트와 계속 일하며 《프리즘 박스》, 《판도라의 꿈》, 《판도라의 깜짝 상자》의 작곡작업에 참여했다. 같은해 2002년, OdiakeS는 윈드밀의 《인연의 다리》와 파자마 소프트의 《패닉!! 개굴개굴 왕국》의 작곡작업에 참여했으며, 2003년에는 프티파자마의 《푸니쯔마 ~부인은 당신의 색~》와 파자마 소프트의 《피치카토 폴카 ~혜성환야~》의 작곡작업에 참여했다. 다음해인 2004년, OdiakeS는 팅커벨의 《꽃가게!》와 파자마 소프트의 《사모님은 무녀? R~Pretty Fiancee~》, F&C의 《하얀 숨결 ~With Faint Hope~》, 프티파자마의 《Pure Maid ~옷 돌려줘야 해~》를, 2005년에는 Xuse의 《치한자 토마스 2》와 윈드밀의 《Happiness!》의 음악작업에 참여했다. 2006년에는 파자마 소프트에서 《프리즘 하트》의 후속작, 《프리즘 아크》와 월풀의 《이나☆코이! ~여우신님과 인기 만점의 저주~》, Limit Max의 《희인 ~벚꽃~》을, 2007년에는 시에스타의 《아르페지오 ~네 빛의 멜로디~》와 파자마 소프트의 《프리즘 아크 ~Love Love Maximum~》의 음악작업에 참여했다.